# Erik Ruist
Erik Harald Ruist, född 2 februari 1921, död 5 april 2018 i Vällingby, var en svensk ekonom och professor emeritus vid Handelshögskolan i Stockholm.
Erik Ruist var professor i statistik med särskild inriktning mot ekonomisk statistik och nationalekonomi vid Handelshögskolan i Stockholm 1966–1986.